# Francis Gómez
Francis Gómez (1 de octubre de 1968) es una deportista venezolana que compitió en judo. Ganó tres medallas en los Juegos Panamericanos entre los años 1987 y 1995, y cuatro medallas en el Campeonato Panamericano de Judo entre los años 1988 y 1997.

## Palmarés internacional
| Juegos Panamericanos    | Juegos Panamericanos          | Juegos Panamericanos | Juegos Panamericanos |
| Año                     | Lugar                         | Medalla              | Categoría            |
| ----------------------- | ----------------------------- | -------------------- | -------------------- |
| 1987                    | Indianápolis (Estados Unidos) | Medalla de bronce    | Abierta              |
| 1991                    | La Habana (Cuba)              | Medalla de bronce    | –66 kg               |
| 1995                    | Mar del Plata (Argentina)     | Medalla de plata     | –72 kg               |
| Campeonato Panamericano |                               |                      |                      |
| Año                     | Lugar                         | Medalla              | Categoría            |
| 1988                    | Buenos Aires (Argentina)      | Medalla de plata     | Abierta              |
| 1990                    | Caracas (Venezuela)           | Medalla de bronce    | –66 kg               |
| 1996                    | San Juan (Puerto Rico)        | Medalla de bronce    | –72 kg               |
| 1997                    | Guadalajara (México)          | Medalla de bronce    | –72 kg               |